# Shamus Hurley-Langton
Pour les articles homonymes, voir Hurley et Langton.
Pas d'image ? Cliquez ici

a Compétitions nationales et continentales officielles uniquement.

Dernière mise à jour le 29 décembre 2024.
Shamus Hurley-Langton, né le 22 avril 2000 dans la région de Taranaki (Nouvelle-Zélande), est un joueur néo-zélandais de rugby à XV jouant au poste de troisième ligne aile au Connacht en United Rugby Championship depuis 2022.

## Biographie
Shamus Hurley-Langton est originaire de Taranaki, en Nouvelle-Zélande, et joue au club d'Old Boys University, au Te Kawau RFC et au Coastal Rugby durant sa jeunesse,.
Il est ensuite nommé dans l'équipe de Manawatu pour le National Provincial Championship 2020 (en) en tant que joueur de remplacement après avoir manqué un contrat avec Wellington. À la fin de cette première saison, il est élu recrue de l'année et s'entraîne ensuite avec les Hurricanes.
Après deux saisons en Nouvelle-Zélande, il est recruté par le Connacht à partir de la saison 2022-2023,.
À la fin de la saison 2023-2024, il prolonge son contrat de deux ans en Irlande, puis est élu meilleur joueur de la province de la saison.